# Миланов, Николай Олегович
Николай Олегович Миланов (4 марта 1950, Москва — 17 февраля 2014) — пластический хирург, академик РАМН, доктор медицинских наук, профессор, лауреат Государственной премии СССР и премии Правительства России, Заслуженный деятель науки РФ. Реформатор и главный инициатор создания специальности «пластическая хирургия». Основатель Российского общества пластических, реконструктивных и эстетических хирургов.

## Биография
В 1973 году окончил лечебный факультет 1-го Медицинского института им. Сеченова, прошёл ординатуру по хирургии. В 1979 году защитил диссертацию, ему была присвоена степень кандидата медицинских наук. Доктор медицинских наук (1981), профессор по специальности «хирургия» (1989).
В 1986—1988 возглавлял отделение плановой микрохирургии НЦХ РАМН. С 1988 по 2009 год руководитель отдела пластической и реконструктивной микрохирургии ВНЦХ АМН. Одновременно с 1991 по 2009 заместитель директора РНЦХ РАМН по научной работе. Заслуженный деятель науки РФ (1994), член-корреспондент (1997) и академик РАМН (2000).
Автор более 670 научных работ, в том числе 8 монографий. Был руководителем при написании 47 кандидатских и консультантом 15 докторских диссертаций.
Похоронен на Даниловском кладбище, участок 33.

## Ключевые должности
- С 1994 года — президент Общероссийской общественной организации «Российское общество пластических, реконструктивных и эстетических хирургов»
- С 2002 года заведующий кафедрой госпитальной хирургии № 1 Московской медицинской академии им. И. М. Сеченова.
- С 2006 года — член президиума РАМН.
- С 2007 года — председатель Экспертной комиссии ВАК по хирургическим наукам.
- С 2010 года — главный внештатный специалист Минздравсоцразвития РФ по пластической хирургии.
- Почётный профессор РНЦХ им. акад. Б. В. Петровского РАМН,
- член Всероссийской Ассоциации Хирургов им. Н. И. Пирогова,
- Член правления Секции Эстетической, Пластической и Реконструктивной Хирургии Общества Хирургов Москвы и Московской области,
- Член Российского Общества Андрологов, Международного Колледжа Хирургов, Международного Общества Ангиологов
- Почётный член Югославского Общества пластических хирургов.

## Награды и звания
- Заслуженный деятель науки Российской Федерации (12 сентября 1994) — за заслуги в научной деятельности
- Орден Дружбы (1998)
- Орден Почета (2007)
- Государственная премия СССР (1982) — за разработку проблемы микрохирургической реплантации пальцев и кисти при их травматической ампутации
- Лауреат Премии Правительства Российской Федерации (1996) — за работу «Микрохирургическая аутотрансплантация органов и тканей в лечении и реабилитации онкологических больных»
- Лауреат премии «Призвание» (2008) — за первую в мире операцию по трансплантации реваскуляризированной трахеи.